# 阿唐库尔 (上马恩省)
阿唐库尔（法語：Attancourt，法語發音：[atɑ̃kuʁ]）是法国上马恩省的一个市镇，属于圣迪济耶区。

## 地理
阿唐库尔（48°31'35"N, 4°55'46"E）面积10.02 平方千米，位于法国大東部大區上马恩省，该省份为法国东北部内陆省份，北起马恩省和默兹省，西接奥布省，西南接科多尔省，东南接上索恩省，东临孚日省。
与阿唐库尔接壤的市镇（或旧市镇、城区）包括：安贝库尔、卢沃蒙、特鲁瓦方丹拉维尔、瓦西。

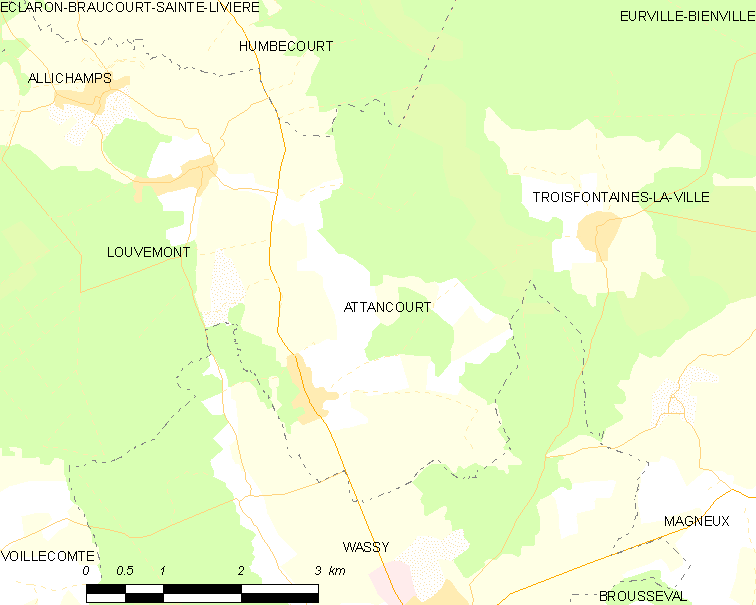
的OSM定位图

阿唐库尔的时区为UTC+01:00、UTC+02:00（夏令时）。

## 行政
阿唐库尔的邮政编码为52130，INSEE市镇编码为52021。

## 政治
阿唐库尔所属的省级选区为瓦西县。

## 人口

1962-2008年间人口变化图示

阿唐库尔于2022年1月1日时的人口数量为275人。